# Relations entre l'Estonie et la France
Les relations entre l'Estonie et la France sont des relations internationales s'exerçant au sein de l'Union européenne entre deux États membres de l'Union, la république d'Estonie et la République française. Elles sont structurées par deux ambassades, l'ambassade d'Estonie en France et l'ambassade de France en Estonie.
Le président François Mitterrand a été, en mai 1992, le premier dirigeant occidental à se rendre en Estonie, après le rétablissement de relations diplomatiques. Le président Jacques Chirac y a effectué une visite officielle en 2001. Le président Toomas Hendrik Ilves a été reçu à l’Élysée par le président français en janvier 2013, la présidente Kersti Kaljulaid en décembre 2016 et le président Emmanuel Macron s’est entretenu avec elle à Tallinn en septembre 2017 lors du sommet numérique de Tallinn.